# 大公報跟蹤報導香港學生動源組織成員在台行踪事件

涉事报纸头版

大公報跟蹤報導香港學生動源組織成員在台行踪事件，是指2019年1月16日《大公報》以頭版全版報導港獨組織「學生動源」三名成員在台灣的活動引发的一系列风波。该報導稱港獨組織「學生動源」數人在台灣與中華民國總統蔡英文「密使」會面，是「台獨」與「港獨」勾通。隨後台灣媒體《自由時報》於翌日指出，《大公報》指稱的「密使」其實是《自由時報》資深黨政記者蘇永耀，而雙方會面的原因是為了進行訪談。針對事件，中華民國總統府發言人批評，《大公報》報道中的相關情節全為不實報導。中華民國國家安全局則表示報導純屬不實訊息，且案中涉及不法跟蹤監視及人身安全與權利可能受到危害，已統合國安單位深入查處。亦有台灣媒體引述官員稱會禁止《大公報》及同樣受香港中聯辦控制的《文匯報》兩報記者在未來三年入台採訪，而《大公報》則指台灣當局「作賊心虛」、「恐嚇」和「打壓新聞自由」。經中華民國國安局事後調查，發現另有三人經常出現在學生動源成員出現的各個場合，跟蹤學生動源成員，最後查出三名跟蹤者是已退休的香港「情治警務人員」。

## 事件經過

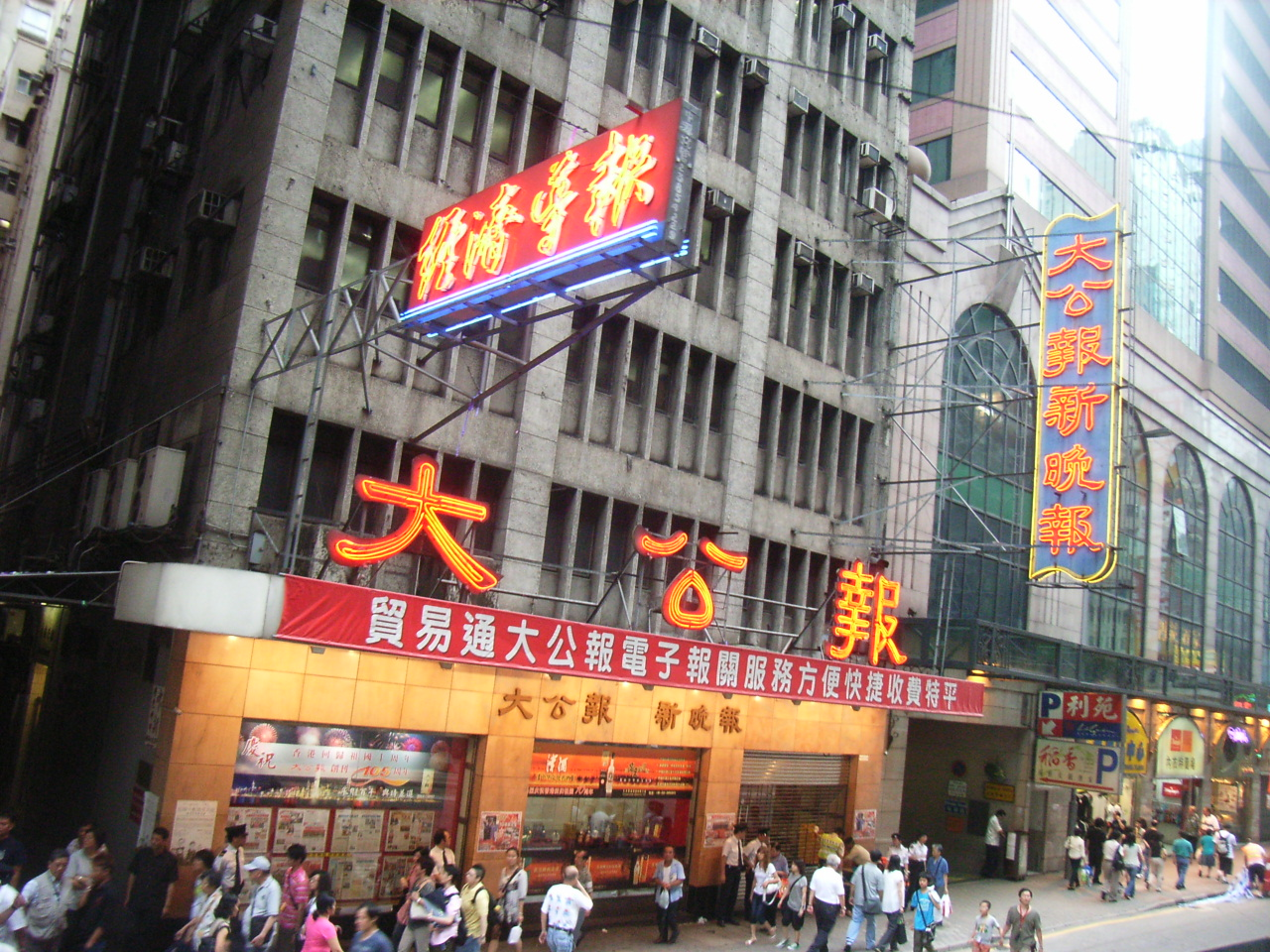
《大公報》的擁有者為香港大公文匯傳媒集團，屬於香港中聯辦全資附屬機構

2019年1月16日，香港中聯辦轄下媒體《大公報》以「蔡密使見『學動』授『獨』計」為標題，以頭版全版報道香港獨立支持組織「學生動源」中三名成員在台灣的活動。報導稱三人在中華民國總統府旁的國史館會見一名「神秘男」，又指三名人對該「神秘男」表現恭敬，有如老師訓導學生，會面結束後，「神秘男」到總統府停車場駕車離開，《大公報》在報導中引述「熟悉台灣政治的當地記者」，稱其駕駛的車輛根據車牌資料「很可能是官員公務車」，報導又指「在台灣政府的組織架構，『國史館』與 『中央研究院』直屬『總統府』」，以及「任職人員全是蔡英文的幕僚」 ，宣稱雙方會見是「台獨」與「港獨」勾通。
1月17日，台灣媒體《自由時報》發表「總統密使晤港獨？假的！大公報搞烏龍  偷拍本報記者」為題的報導，指《大公報》偷拍的照片所指的「密使」其實是《自由時報》政治中心副主任、資深黨政記者蘇永耀。蘇永耀得知大公報的有關報道後表示覺得「荒誕不經」，他表示，香港親共媒體《大公報》和《文匯報》在1月14日以頭版刊登「學生動源」召集人鍾翰林赴台與「反共政論家」林保華和楊月清夫婦，以及「支持台獨」的當地無黨籍人士王奕凱見面。蘇永耀看到相關新聞報導後，便於1月15日透過林保華夫婦的介紹，在國史館跟鐘翰林等人會面，以當面採訪了解原因，但被親共媒體誣指為向港獨組織「授獨計」的「蔡英文密使」。

## 事件回應

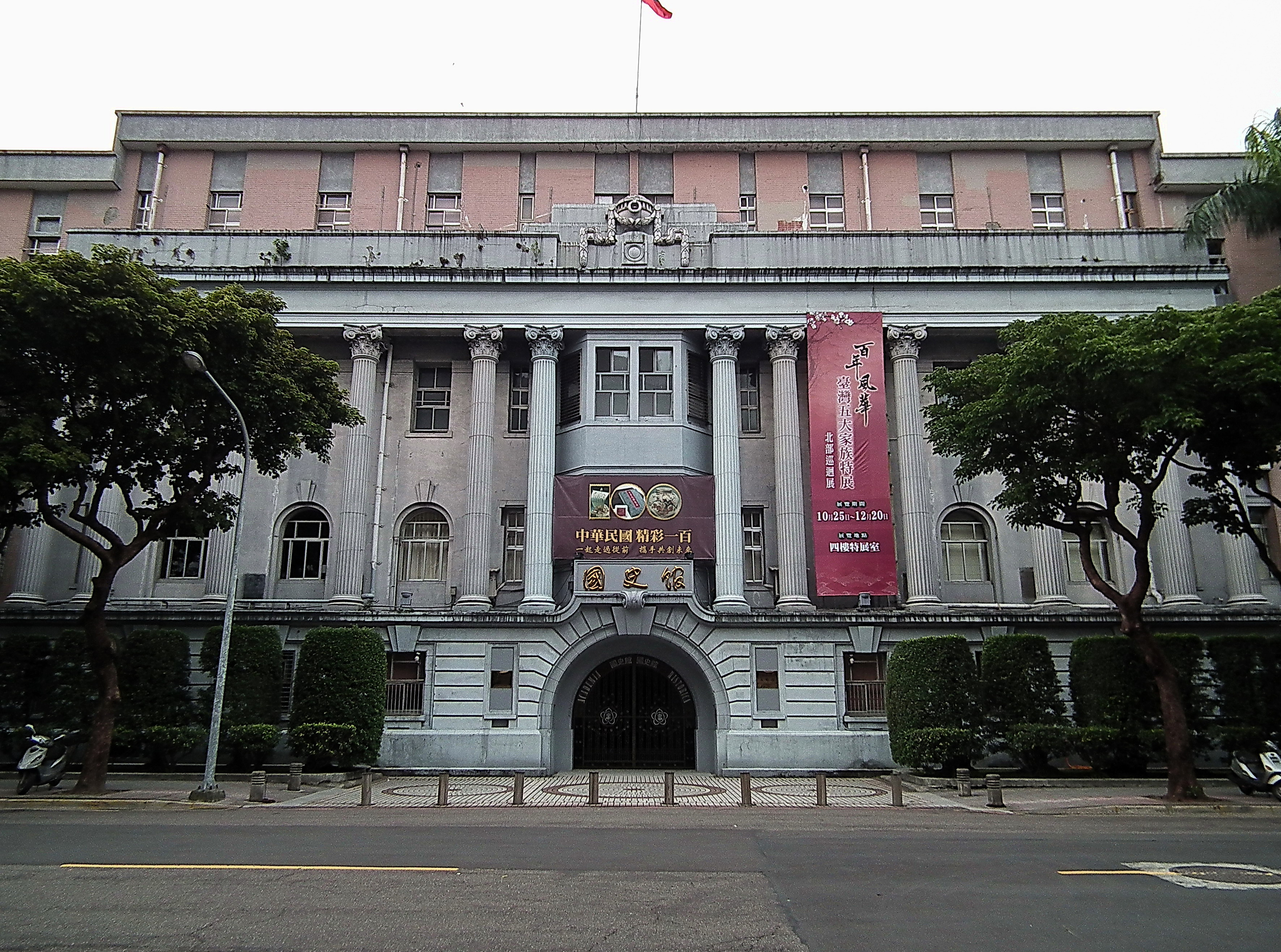
中華民國國史館

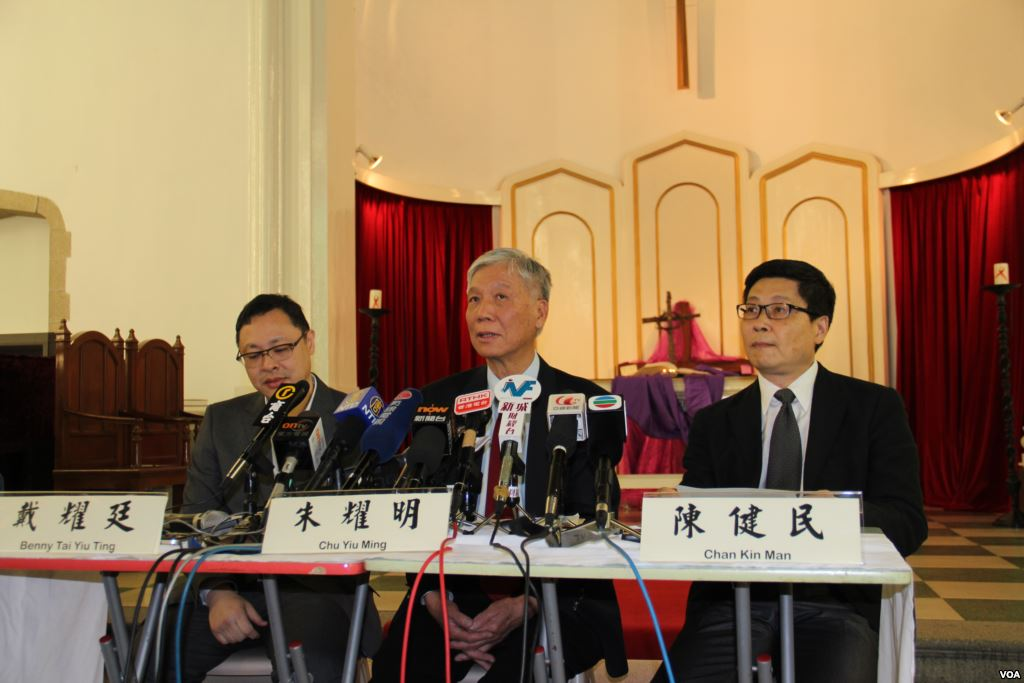
香港大學法律系副教授、和平佔中發起人之一戴耀廷（左）被指經常被大公報抹黑

### 台灣方面回應
中華民國總統府發言人於1月17日指《大公報》的有關報道是「假新聞」，會讓國安局等相關單位進行調查。國安局其後則表示《大公報》製作不實訊息意圖誤導輿論，又表示因事件涉及不法跟監及人身安全與權利可能受到危害，故局方已統合國安單位深入查處以及加強安全管理工作，以確保國人及來台旅客人身安全與權益。同月18日，法務部調查局國家安全維護處副處長游澄鏵表示，認為學生動源人士沒有被跟監，但呼籲社會大眾對境外敵對勢力人士在台從事活動、尤其是可疑或不法活動作出舉報。
親民主進步黨的三立新聞網引述不點名的官員稱，赴台參加中央研究院活動的佔中運動發起人之一戴耀廷也曾被涉事的《大公報》和《文匯報》以相類手法抹黑，因此決定在查清事件前，兩家媒體在未來三年內都不允許入台採訪。
台灣大陸委員會發言人邱垂正表示，《大公報》的不實報導「嚴重違反新聞專業及倫理」，大陸委員會對此作出強烈譴責。邱垂正又指出，有4間香港及澳門媒體共18個記者依據「港澳媒體新聞記者申請駐台要點」申請並獲准在台灣設有駐點，但《大公報》和《文匯報》並非在列中，他指出，已知涉案《大公報》其中一人疑似透過自由行名義入境，又表示總統府已作出指示，讓相關單位調查涉案記者是否違法採訪、跟蹤偷拍，並對任何不法行為作出嚴懲。

### 涉事媒體回應
《大公報》其後刊登文章反駁，文中堅稱「揭穿了學生動源赴台勾結台獨分子」，稱蘇永耀為「所謂自由時報記者蘇永耀」，又指雙方會面是「蔡英文特使密會」，以及台灣方面出動國安局查辦是「恫嚇」。文章又表示：「過去常把捍衛言論自由掛在嘴邊的民進黨，如今公然打壓新聞自由，可謂赤膊上陣了。」又引述未具名的專家稱，民進黨打壓大公報和文滙報是因為「台獨勾連港獨的真相」被揭穿而氣急敗壞，又指蔡英文在政治內外交困下「以所謂假新聞為借口，為自己開脫」。

## 香港退休警員涉及事件
經台灣國安局全面調查下，發現共有6名記者聘請5名私家偵探監視及偷拍赴台學生動源成員和《自由時報》記者行蹤，且另有3人經常出現在學生動源成員出現的各個場合，最後查出對方是香港已退休的「情治警務人員」。涉事記者及「情治警務人員」已離境。另外，有一名留學台灣的中國內地大學生在事件期間亦經常與3名退休香港警員聯絡，台方懷疑是居中協助和支援，已交由調查局作出監控。